# 哥坦

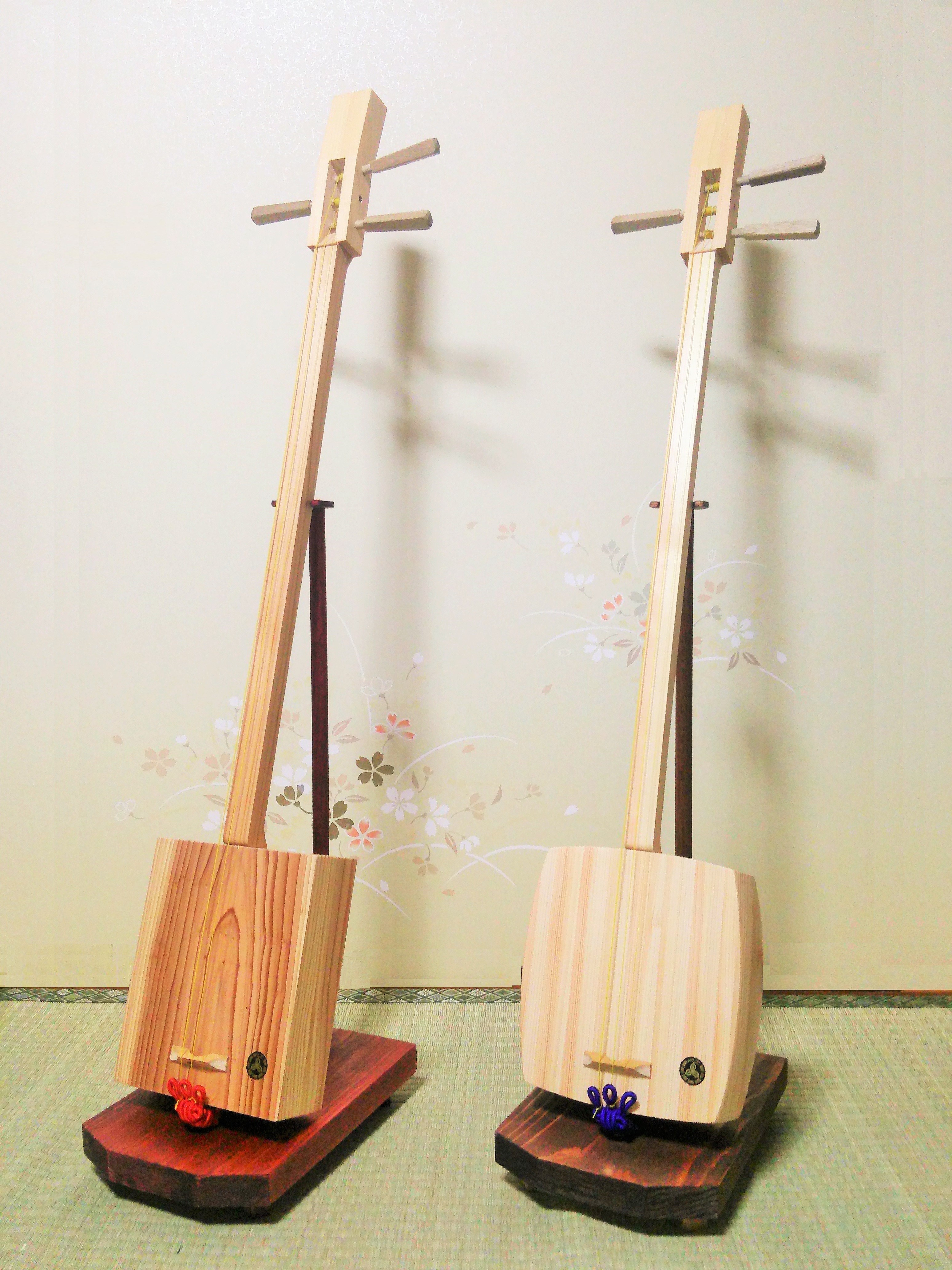
哥坦

哥坦（日語：ゴッタン）是日本九州地區，特別是在鹿兒島縣與宮崎縣流傳的一種傳統民俗樂器，同時亦為當地的重要傳統工藝品之一。該樂器通常以杉木為主要材料製成，為三弦構造，外形呈木板狀，屬於弦樂器的一種。

## 概述
哥坦起源可追溯至16世紀，最初作為民謠之伴奏樂器而廣為流傳，為庶民階層廣泛使用。隨著時間推移，該樂器在九州全域獲得普及，不僅於民間廣泛演奏，亦常見於寺院僧侶及神社神樂等宗教儀式之中，可謂中世時期九州地區日常生活中不可或缺之一部分，為代表性九州傳統樂器。
由於與琉球（沖繩）長期的文化交流，哥坦吸收了琉球音樂元素，尤以與三線之音色相近為顯著特色，進一步強化其與沖繩傳統音樂之連結。
昔日，幾乎九州每一家庭皆備有一把哥坦，其普及程度可見一斑。惟近年來，隨著時代變遷，演奏者及製作者之數量漸呈減少之勢。然而，於鹿兒島、宮崎、福岡等地，仍有若干地域社群設置哥坦教室，以維護地域文化身份並推廣樂器之保存與傳承。在此背景下，愈來愈多之年輕世代開始學習演奏哥坦，使此樂器於老少各年齡層間持續延續其文化生命。